# Tripcode
Tripcode (pol. tripkod) – metoda uwierzytelniania niewymagająca rejestracji, stosowana głównie w imageboardach i BBS-ach w stylu 2channel.
Tripkod to wynik wykonania kryptograficznej funkcji skrótu na haśle podanym przez użytkownika (najczęściej w tym samym polu, co nazwa użytkownika). Według powszechnego formatu wywodzącego się z serwisu 2channel, wprowadzony ciąg nazwa#tripcode zostaje przekształcony do postaci nazwa!3GqYIJ3Obs. Wykrzyknik (w niektórych serwisach znak ◆) oddziela tripkod od nazwy użytkownika.
Tripkod identyfikuje autora sygnowanych nim wiadomości, gdyż inni użytkownicy nie znają stojącego za nim hasła. Ta metoda uwierzytelniania nie wymaga przechowywania nazw i haseł użytkowników w bazie danych. Wiele serwisów używa identycznego algorytmu generacji tripkodów, dzięki czemu to samo hasło można wykorzystywać w wielu miejscach.
Tripkody można tworzyć za pośrednictwem skryptów internetowych:
- Desktopthread - Tripcode[2]

## Bezpieczeństwo

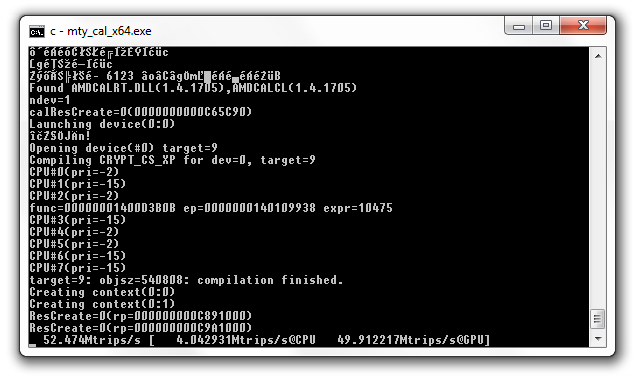
Program MTY

Tripkody dzielą się na zwykłe (z reguły wprowadzane w formacie nazwa#hasło) i bezpieczne (nazwa##hasło). W odróżnieniu od zwykłego, bezpieczny tripkod jest niemal niemożliwy do złamania, ponieważ prócz hasła podanego przez użytkownika, funkcja skrótu wykorzystuje także sól – tajny plik umieszczony na danym serwerze. Bezpieczne tripkody są jednak nieprzenośne, ponieważ sól jest specyficzna dla danego serwisu. Użytkownik może jednak stosować zwykły i bezpieczny tripkod jednocześnie.

Zwykły tripkod: User !ozOtJW9BFA
Bezpieczny tripkod: User !!Oo43raDvH61
Istnieją programy odtwarzające hasło stojące za wskazanym zwykłym tripkodem:

- Tripcode Explorer[3]
- Tripper+[4]
- tripcrunch[5]
- 4brute[6]
- Unnamed python tripper[7]
- Celltripper[8]
- Naniya[9]